# Union County, Arkansas
Union County är ett administrativt område i delstaten Arkansas, USA. År 2010 hade countyt 41 639 invånare. Den administrativa huvudorten (county seat) är El Dorado.

## Geografi
Enligt United States Census Bureau så har countyt en total area på 2 733 km². 2 691 km² av den arean är land och 42 km² är vatten.

### Angränsande countyn
- Ouachita County  - nordväst
- Calhoun County  - nord
- Bradley County  - nordöst
- Ashley County  - öst
- Morehouse Parish, Louisiana  - sydöst
- Union Parish, Louisiana  - syd
- Claiborne Parish, Louisiana  - sydväst
- Columbia County  - väst